# اس‌اس دوینسک
اس‌اس دوینسک (به انگلیسی: SS Dwinsk) یک زیردریایی بود که طول آن ۴۶۹٫۵ فوت (۱۴۳٫۱ متر) بود. این زیردریایی در سال ۱۸۹۷ ساخته شد.